# León de la catedral de Valladolid
El león de la catedral de Valladolid era un antiguo rollo situado en la plaza de Santa María, donde se encontraba la antigua colegiata. Desde 1158 sirvió como picota y escarmiento para las «malas mujeres» y de tribuna para vocear los pregones de almonedas y sentencias. Fue todo un símbolo en la ciudad medieval. El historiador de Valladolid Juan Antolínez de Burgos lo describe representando a un león que ataca a un rey moro y que lleva esta cartela:

Ulit opiddi conditor (Ulit fundador de este lugar)

Cuenta que fue hecho para conmemorar la victoria de los cristianos sobre el moro Olid. De esta leyenda derivan los argumentos defensores del topónimo Valle de Olit.
La caída de la única torre de la catedral en 1841 se llevó por delante este antiguo rollo, que en años anteriores había sido trasladado desde la plaza de Santa María al atrio de la catedral.